# Pirații din Silicon Valley
Pirații din Silicon Valley (1999) (denumire originală Pirates of Silicon Valley) este un film de televiziune regizat de Martyn Burke pe baza cărții ''Fire in the Valley: The Making of The Personal Computer'' scrise de Paul Freiberger și Michael Swaine. Filmul documentează impactul asupra dezvoltării calculatoarelor personale pe baza rivalității dintre Apple Computer și Microsoft. Povestea filmului începe cu anii 1970 și se termină în 1997, când Steve Jobs (Noah Wyle) și Bill Gates (Anthony Michael Hall) realizează un parteneriat după ce Steve se reîntoarce la Apple Computer.
A avut premiera pe canalul TV Turner Network Television pe 6-7 aprilie 1999.

## Povestea
Filmul începe cu crearea celebrei reclame din 1984 pentru Apple Computer, care prezenta primul Macintosh.  Steve Jobs (Noah Wyle) vorbește cu regizorul Ridley Scott (J. G. Hertzler), încercând să transmită-i ideea că „Ceea ce facem aici va rescrie istoria conștiinței umane”. Cu toate acestea, în acel moment Scott era mai mult interesat de aspectele tehnice ale reclamei.  
Filmul apoi sare înainte în anul 1997 când Jobs, care a revenit la Apple, anunță un nou acord cu Microsoft la Expoziția Macworld din 1997. Partenerul său, Steve Wozniak (Joey Slotnick), este prezentat ca unul dintre cei doi naratori principali ai filmului. Wozniak atrage atenția publicului asupra asemănării dintre Big Brother și imaginea lui Bill Gates (Anthony Hall) de pe ecran aflat în spatele lui Jobs în timp ce acesta face anunțul.  Întrebând „Cum s-a ajuns aici?” filmul sare înapoi în tinerețea lui Jobs, înainte ca acesta să fondeze Apple. 
Filmul prezintă apoi campusul Universității Berkeley din California în timpul primelor manifestații studențești împotriva războiului din Vietnam. Jobs și Wozniak sunt prezentați alergând prin campus în timpul unei revolte a studenților împotriva poliției. Cei doi fug și după ce sunt în siguranță, Jobs îi spune lui Wozniak că „Indivizii ăia se cred revoluționari. Dar noi suntem aceia”. Wozniak comentează că „Steve nu a fost niciodată ca mine sau ca voi. El vedea mereu lucrurile altfel. Chiar și atunci la Berkeley eu vedeam kilobiți în orice, iar el vedea sensul Universului.”. 
Folosind un stil similar, filmul prezintă în continuare un tânăr Bill Gates aflat la Universitatea Harvard, la începutul anilor 1970, cu colegul său, Steve Ballmer (John Di Maggio) și cu prietenul său Paul Allen (Josh Hopkins). Ca și Wozniak în scenele anterioare, Ballmer narează povestea lui Gates, în special momentul când Gates descoperă existența computerului MITS Altair produs de Ed Roberts (ceea ce-l face să plece de la Harvard). Munca timpurie a lui Gates și Allen cu MITS este juxtapusă implicării lui Jobs și Wozniak la Homebrew Computer Club, care în cele din urmă duce la dezvoltarea modelului Apple I în 1976 cu ajutorul investitorului Mike Markkula (Jeffrey Nordling). Filmul prezintă în continuare felul în care Jobs și Gates dezvoltă tehnologia și afacerile lor. La o prezentare de tehnologii de la San Francisco unde computerul Apple II este lansat, Gates (directorul general al necunoscutei în acel moment Microsoft), încearcă să se prezinte singur lui Jobs, care nici nu-l bagă în seamă.  Urmează dezvoltarea modelelor IBM-PC cu ajutorul lui Gates și Microsoft în 1981. Echipa lui Gates cumpără de la Tim Paterson (de la Seattle Computer) sistemul de operare DOS pentru o sumă de nimic, 50000 dolari.
Este prezentată în continuare relația lui Jobs cu fosta prietenă a sa de la liceu (Gema Zamprogna) și dificultățile pe care le-a avut când a aflat de nașterea și existența fiicei lor, Lisa. În perioada când s-a născut fiica sa, Jobs dezvăluie proiectul următorului său calculator pe care-l denumește Apple Lisa. După calculatorul Lisa a urmat apoi în 1984 Macintosh, un computer inspirat de Xerox Alto de la care iau pe nimic mausul și interfața grafică: „când acei ingineri din California au mers la Xerox să-și prezinte invențiile, directorii companiei nu au realizat ce au în față”. Epilogul filmului include un toast din 1985 al lui John Sculley (Allan Royal ) de la Apple Computer, toast urmat de concedierea lui Steve Jobs de John Sculley. 
Filmul se termină cu întoarcerea la Apple a lui Steve Jobs după achiziționarea a NeXT Computer și Bill Gates apare în direct prin satelit la o Expoziție MacWorld din 1997, în timpul primului discurs Stevenote, pentru a anunța o alianță între Apple și Microsoft.

## Distribuția
- Noah Wyle este Steve Jobs
- Joey Slotnick este Steve Wozniak
- Jeffrey Nordling este Mike Markkula
- Allan Royal este John Sculley
- Marcus Giamatti este Daniel Kottke
- Anthony Michael Hall este Bill Gates
- John Di Maggio este Steve Ballmer
- Josh Hopkins este Paul Allen
- Gailard Sartain este Ed Roberts
- J. G. Hertzler este Ridley Scott
- Gema Zamprogna este Arlene
- Brooke Radding este Lisa Brennan-Jobs